# Rock Hall
Rock Hall – miasto w Stanach Zjednoczonych, w stanie Maryland, w hrabstwie Kent.
Zostało założone w 1706 roku. 